# Francisco Gutiérrez Latorre
Francisco Gutiérrez Latorre (Adra, 1937) es un periodista y escritor español.

## Biografía
Nació en la localidad almeriense de Adra en 1937. Realizó estudios en la Escuela Oficial de Periodismo de Madrid, licenciándose en 1962. Trabajó para medios pertenecientes a la cadena de prensa del "Movimiento", siendo redactor en el diario Los Sitios de Gerona. En esta época también puso en marcha la emisora «La Voz de Gerona», que dirigió hasta 1965. Ese año pasó a formar parte de la redacción del diario barcelonés Solidaridad Nacional; estuvo al frente del mismo entre 1975 y 1979.
Posteriormente ha colaborado con otros medios. Ha realizado la mayor parte de su carrera profesional en Barcelona, ciudad donde ha estado al frente de la «Casa de Almería» —organismo que ha presidido durante 28 años—. Asimismo, ha sido autor de varias obras.

## Obras
- —— (1970). La República del Crimen. Barcelona: Ediciones Mare Nostrum.[3][4] Reeditado en 1989.
- —— (1993). Vida y obra del compositor Ángel Ortiz de Villajos. Ediciones Rondas.
- —— (2017). Beato Francisco Manzano Cruz. Ediciones Rondas.